# Masaaki Mori
Masaaki Mori (Prefectura de Nagasaki, Japó, 12 de juliol de 1961) és un exfutbolista japonès.

## Selecció japonesa
Masaaki Mori va disputar 8 partits amb la selecció japonesa.